# Morskoje

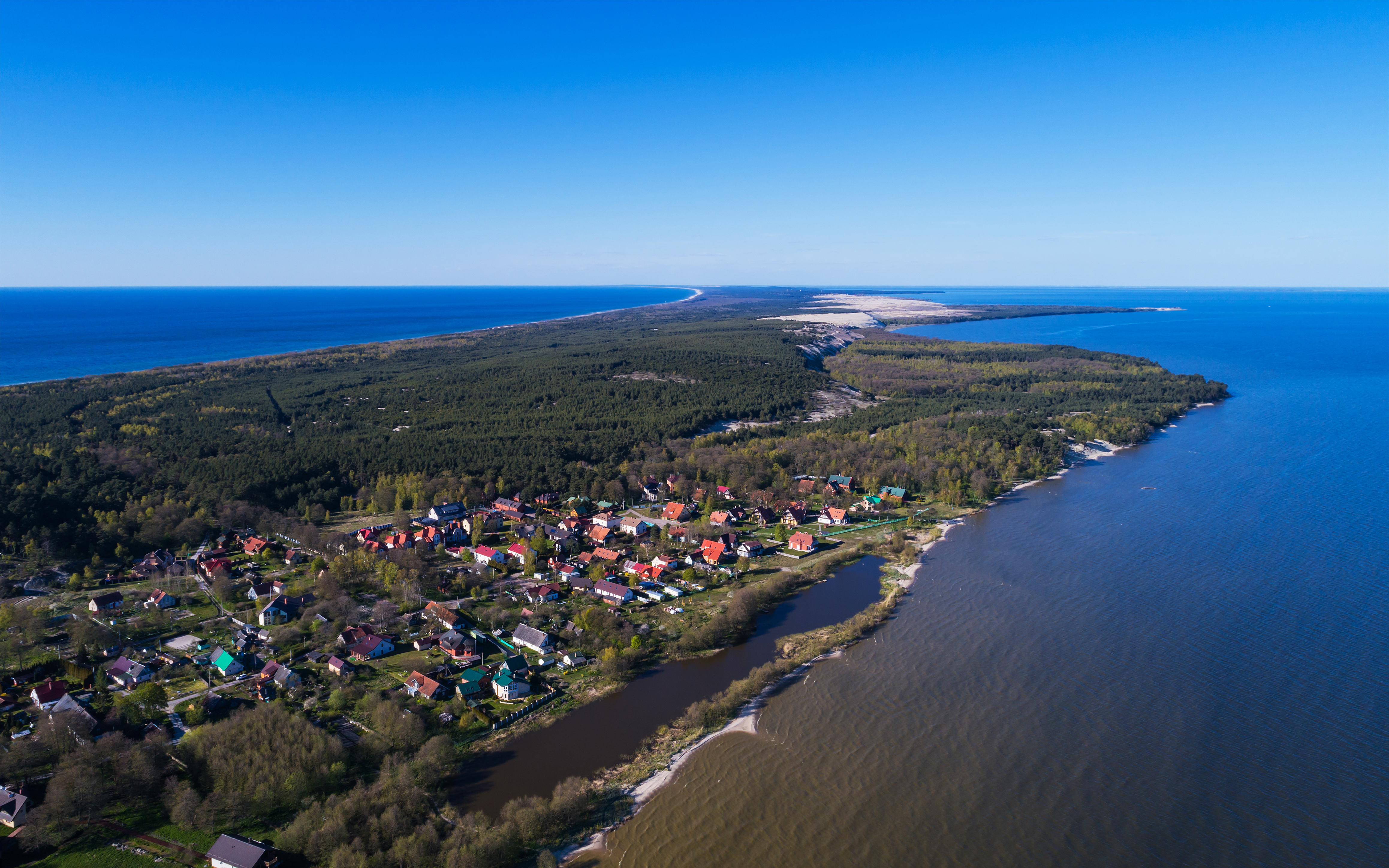
Luftaufnahme von Morskoje aus Richtung Ephas Höhe, rechts Kurisches Haff

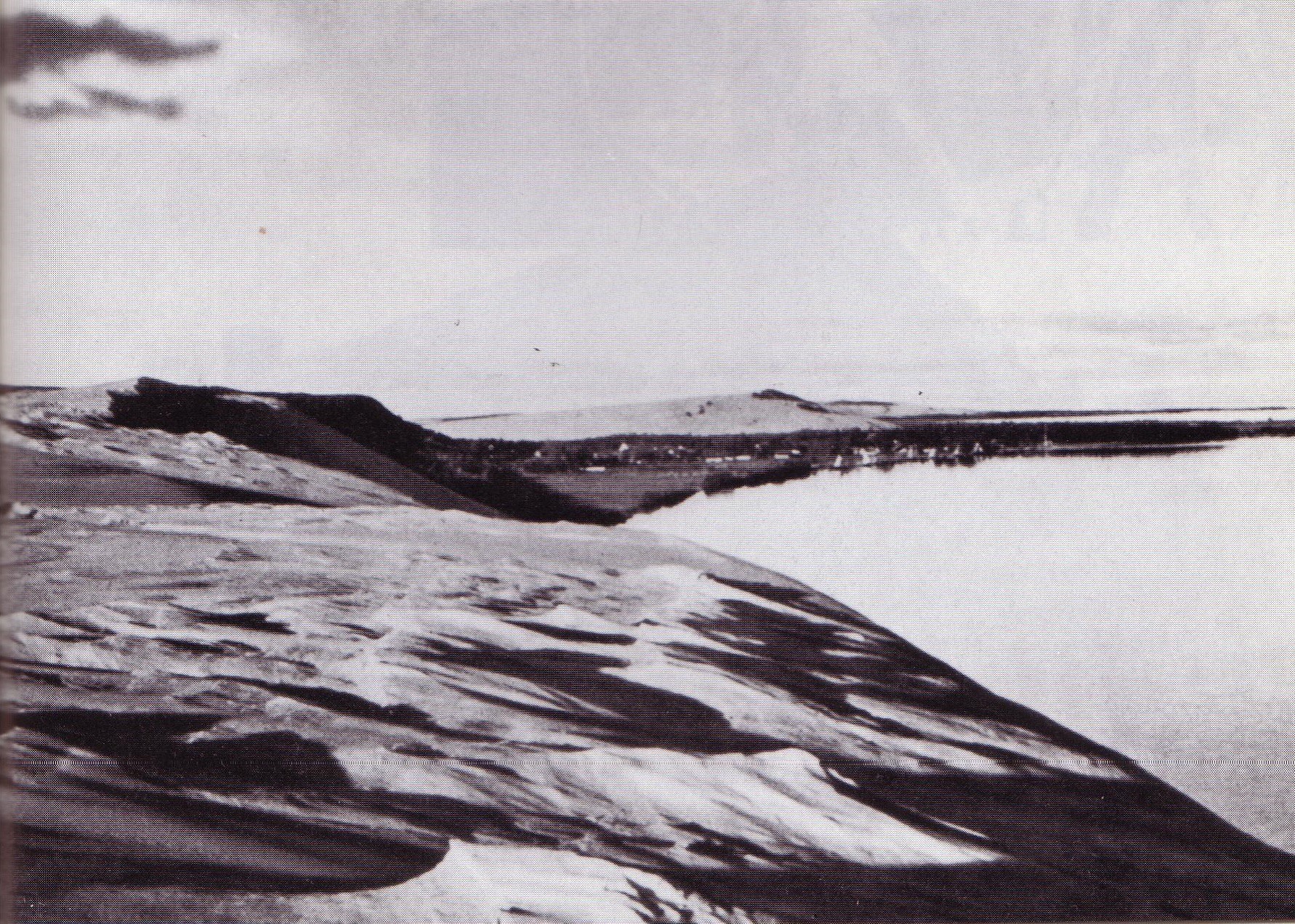
Dünen bei Pillkoppen vor der Festlegung

Morskoje (russisch Морско́е, etwa „Meeresdorf“, deutsch Pillkoppen, litauisch Pilkopa) ist ein Dorf im Rajon Selenogradsk der russischen Oblast Kaliningrad und gehört zur kommunalen Selbstverwaltungseinheit Stadtkreis Selenogradsk. Es liegt auf der Kurischen Nehrung und ist der letzte Ort auf der russischen Seite, etwa fünf Kilometer vor der litauischen Grenze. Bis 1945 war Pillkoppen Teil Deutschlands.

## Geschichte bis 1945
Die Gründung von Pillkoppen wird zurückgeführt auf die Errichtung der hölzernen Burg und Kapelle Neuhaus durch den Deutschen Orden im Jahre 1283. Wahrscheinlich existierte aber bereits zuvor eine Siedlung des prußischen Stammesverbands Samen an der gleichen Stelle. Bis zum Beginn des 18. Jahrhunderts hieß der Ort Neustadt. Erst dann wurde für den heutigen Ort der alte Name Pilkopa bzw. Pillkoppen wieder verwendet, der Burghügel bedeutet. Der ursprüngliche Siedlungsplatz Neustadt liegt vermutlich zwei Kilometer südwestlich unter einer Düne. Von 1728 bis 1839 existierten sogar zwei Siedlungsplätze parallel. Durch Wanderdünen bedroht, gründeten die Einwohner von Alt-Pillkoppen den Ort Neu-Pillkoppen. Als die Wanderdüne Neu-Pillkoppen erreichte, wurde der Ort wieder am alten Siedlungsplatz errichtet. Die Fischer des Ortes waren seit dem 15. Jahrhundert vorwiegend Nehrungskuren und sprachen das dem Lettischen nahestehende Nehrungskurisch, noch im März 1897 wurden im Ort vereinzelte Sprecher (6) neben der inzwischen deutschsprachigen Mehrheit registriert (insgesamt etwa 600 Einwohner).

### Seebad einst und jetzt
Pillkoppen ist ein Erholungsort mit feinem Sandstrand an der Ostseeseite. In einer Werbeschrift der Gemeinde vor 1945 hieß es: Malerisch liegt das Dörfchen am Fuße der höchsten Düne, der Epha Höhe. Die Gäste kamen damals oft mit dem Dampfer über das Kurische Haff angefahren. Da kein Anlegesteg existierte, mussten sie per Boot von dem stoppenden Schiff übernommen und an Land gebracht werden. Außerdem gab es einen Linienbusdienst zwischen Cranz und Pillkoppen, der auch die Post beförderte. Das damals 350 Einwohner zählende Dorf hatte Jahr für Jahr um die 6.000 Übernachtungsgäste.
1990 war der einst schöne Strand von Pillkoppen mit Huflattich überwuchert. Der alte Signalturm, der einst dreißig Meter landeinwärts seinen Platz hatte, wurde von den erstmals seit Ende des Zweiten Weltkriegs wieder zugelassenen Besuchern aus der BRD hart an der Uferkante stehend vorgefunden. Zwischen 1970 und 1990 war das Wasser des Haffs um die 100 Meter vorgedrungen, ohne dass Gegenmaßnahmen eingeleitet worden wären. Dadurch war der auch am Haff existente Sandstrand schmal geworden; das Grasland brach steil metertief zu ihm ab. Einige Feriengäste im Jahr kamen weiterhin.

## Status nach 1945
Den meisten Einwohnern gelang die Flucht, bevor im Januar 1945 die Rote Armee die Kurische Nehrung und damit Pillkoppen besetzte.
Mit der Zugehörigkeit zur RSFSR wurde der Ortsname in Morskoje geändert. Seit den 1990er-Jahren wird Morskoje zunehmend Standort von Ferienhäusern und Datschen.

### Politische Zugehörigkeit
Bis 1939 gehörte das Dorf Pillkoppen dem Kreis Fischhausen (heute Primorsk) an; von 1939 bis 1945 dem Landkreis Samland, der am 1. April 1939 aus den beiden Kreisen Fischhausen und Königsberg-Land gebildet wurde.
Aufgrund seiner Zugehörigkeit zur Sowjetunion ab 1945 kam das nunmehr Morskoje genannte Dorf zum neu gebildeten Rajon Primorsk in der Oblast Kaliningrad. Seit 1947 wurde der Ort vom Siedlungssowjet bzw. der Siedlungsadministration von Rybatschi verwaltet. Von 2000 bis 2005 gehörte der Ort möglicherweise zu einem von Lesnoi aus verwalteten Dorfbezirk. Von 2005 bis 2015 gehörte Morskoje zu der von Rybatschi aus verwalteten Landgemeinde Kurische Nehrung. Seither gehört der Ort zum Stadtkreis Selenogradsk.

### Einwohnerentwicklung
| Jahr | Einwohner |
| ---- | --------- |
| 1910 | 228       |
| 1933 | 301       |
| 1939 | 301       |
| 2002 | 143       |
| 2010 | 126       |

## Kirche
Die mehrheitlich evangelische Bevölkerung Pillkoppens war bis 1945 in das Kirchspiel Rossitten (heute russisch: Rybatschi) eingepfarrt, das zum Kirchenkreis Königsberg-Land II in der Kirchenprovinz Ostpreußen der Kirche der Altpreußischen Union gehörte. Letzter deutscher Geistlicher war Pfarrer Ortwin Schack.
Heute liegt Morskoje im Einzugsbereich der in den 1990er-Jahren neu entstandenen evangelisch-lutherischen Gemeinde in Selenogradsk (Cranz). Sie ist eine Filialgemeinde der Auferstehungskirche in Kaliningrad (Königsberg) in der Propstei Kaliningrad der Evangelisch-lutherischen Kirche Europäisches Russland.
Die Morskoje heute am nächsten liegende russisch-orthodoxe Kirche ist die Sergiuskirche in Rybatschi (Rossitten) innerhalb der Diözese Kaliningrad und Baltijsk der Russisch-orthodoxen Kirche in Russland.

## Sehenswürdigkeiten
- Ephas Höhe

Dieser Hügel wurde von den Dorfbewohnern im späten 19. Jahrhundert mit einem Gedenkstein versehen, der zu Ehren des aus Goldap stammenden Forstdirektors Epha, der sich sehr um die Befestigung der Dünen durch Bepflanzung verdient gemacht hatte, die Inschrift Epha's Höhe 1891 trug. Von hier aus bestand eine beeindruckende Fernsicht über das Haff und weite Teile der Nehrung. Eine Quelle aus den frühen 1990er Jahren besagt, dass die Anhöhe nicht betreten werden darf, da sie als militärisches Sperrgebiet deklariert war, was 2024 anscheinend nicht mehr zutraf.
- Schwanensee

Im Ort stehen nur vereinzelt alte Häuser, die seit 1990 gebauten „Datschen“ werden regelmäßig in Anlehnung an den deutschen Stil gebaut. Der Ort wird aufgrund seiner Abgeschiedenheit nicht von Tagesausflüglern besucht; der Ostsee-Strand (ca. einen Kilometer entfernt) ist auch im Sommer nur wenig besucht.

## Trivia
Der Ort war im Frühjahr 1939 u. a. Kulisse für den Spielfilm Die Reise nach Tilsit. Zahlreiche Außendrehs wurden hier absolviert, wodurch dem früheren ostpreußischen Pillkoppen ein kleines filmisches Denkmal gesetzt wurde. Ein Jahr zuvor, 1938, waren hier bereits viele Szenen des Films Frauen für Golden Hill gedreht worden.